# مشمش مجفف

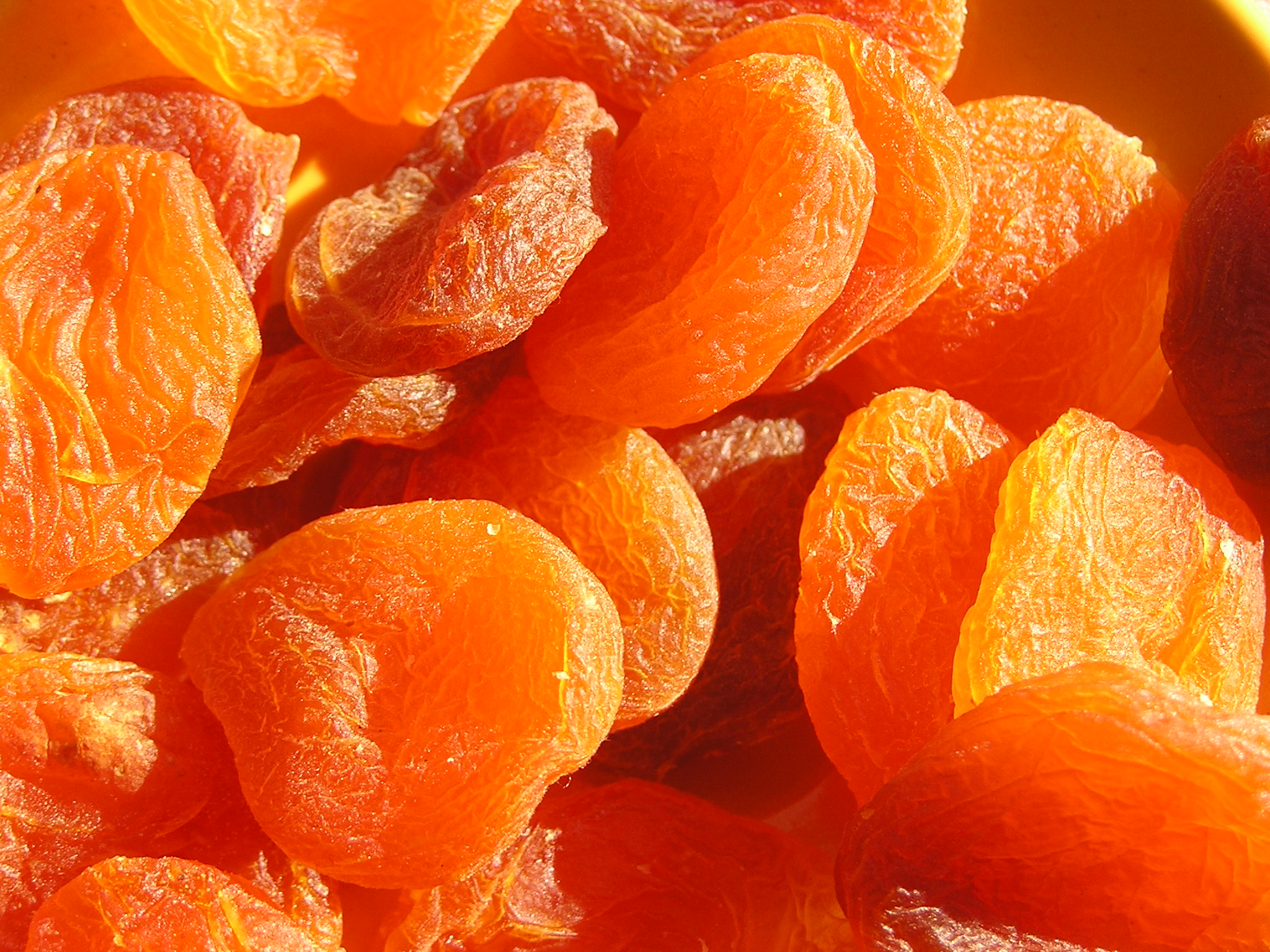
يحتوي المشمش المجفف على ما بين 2500 و 3000 جزء في _{المليون} من ثاني أكسيد الكبريت، ويراوح لونه من الأصفر الفاتح إلى البرتقالي.

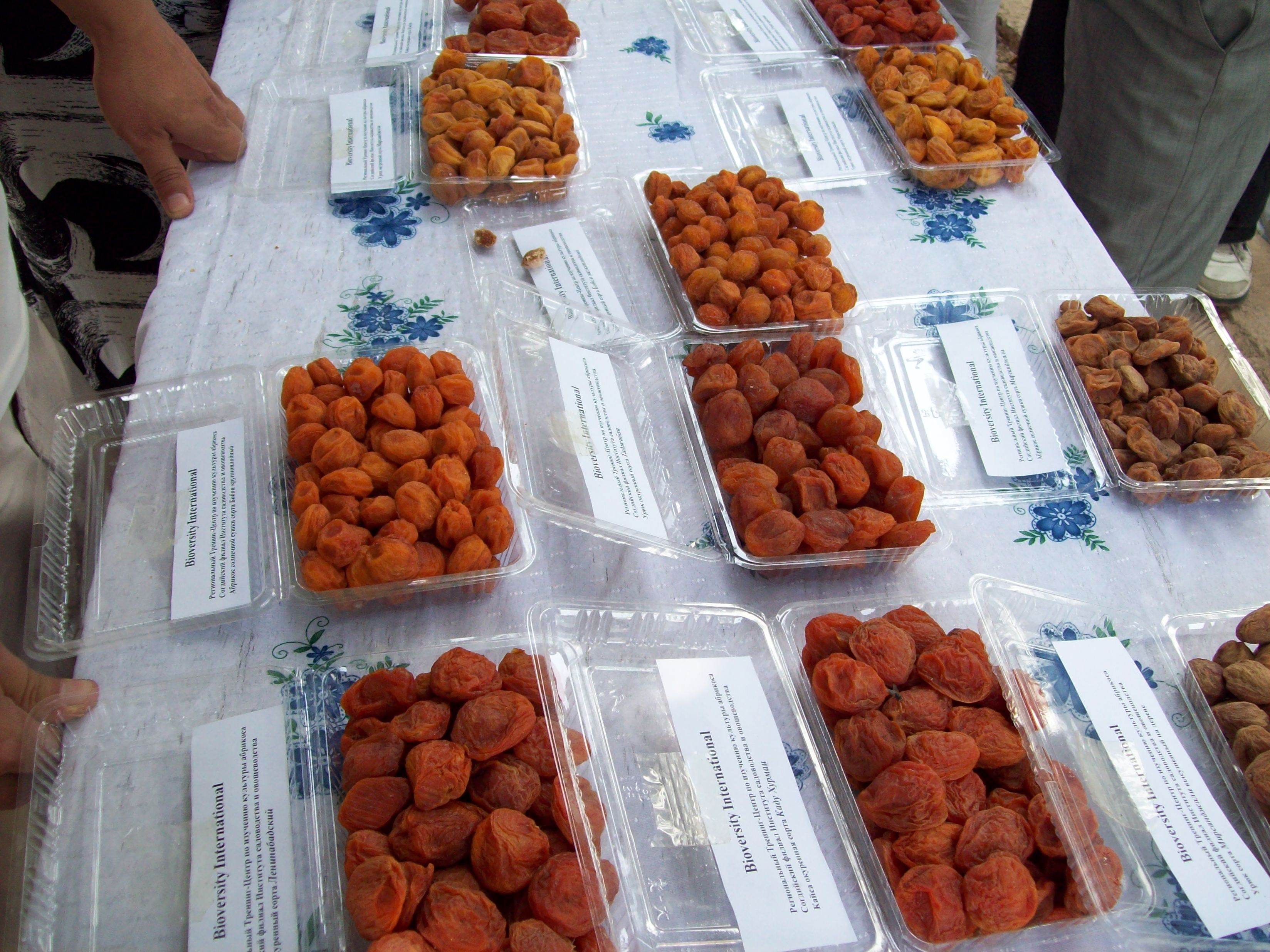
تباع أصناف كثيرة من المشمش المجفف في أُزبكستان

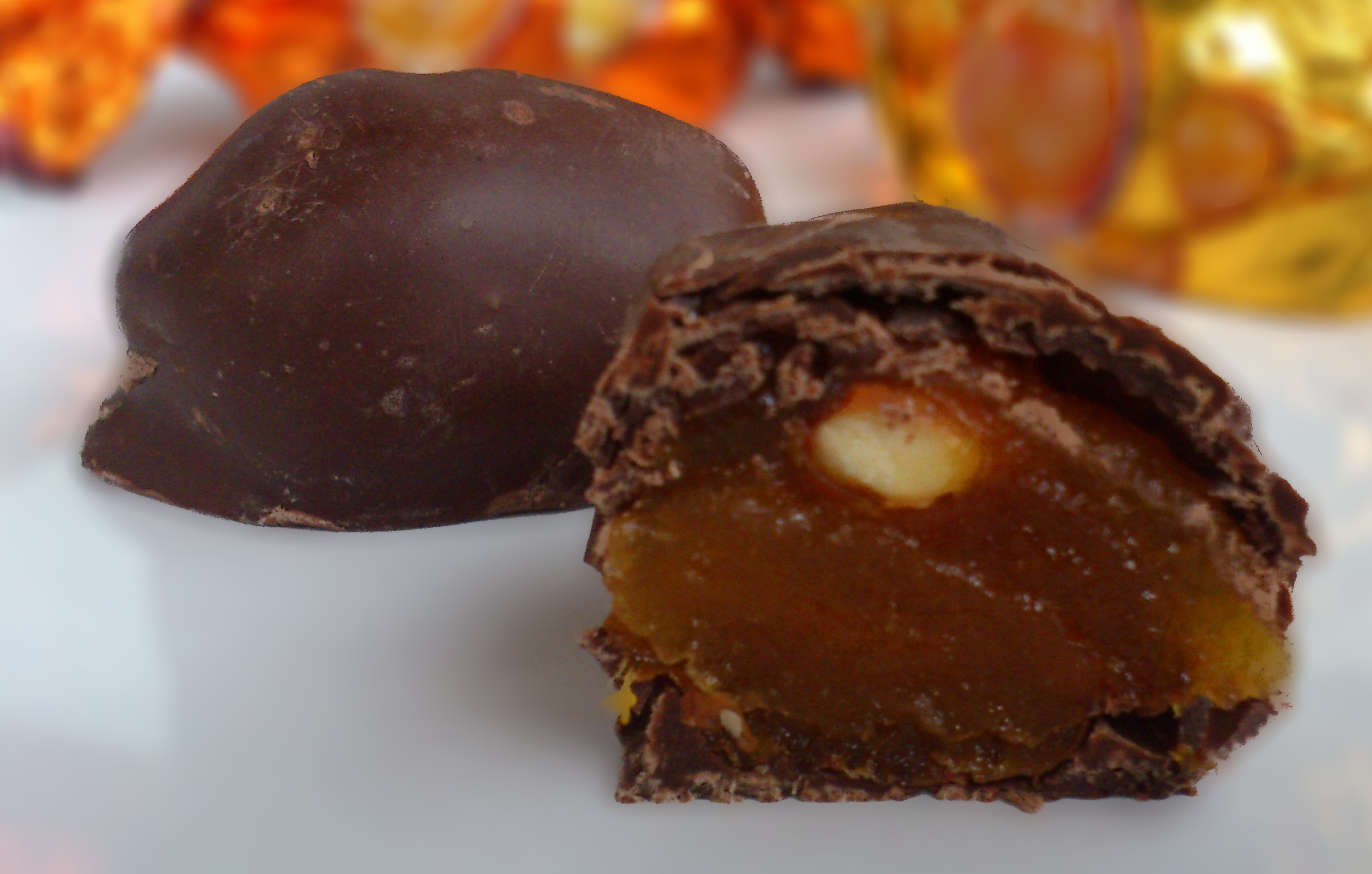
المشمش المجفف المغطى بالشكلاط، وهو نوع شائع من الحلويات في روسيا وكَزَخِستان

المشمش المجفف نوع من الفواكه المجففة التقليدية. عند معالجته بثاني أكسيد الكبريت (SO₂) يغدو اللون برتقاليًا زاهيًا. الفاكهة العضوية غير المعالجة ببخار الكبريت أغمق لونًا وأخشن قوامًا فكلما كان اللون أفتح زاد محتوى SO 2.
يُزرع المشمش في آسيا الوسطى منذ العصور القديمة، وكان المجفف منه سلعة مهمة على طريق الحرير. يمكن نقلها لمسافات طويلة بسبب مدة صلاحيتها الطويلة. كانت موجودة في كل مكان في الإمبراطوريات العثمانية والفارسية والروسية قبل القرن العشرين. أما في الآونة الأخيرة فقد غدت كَلِفُرنية أكبر منتج قبل أن تتفوق عليها تُركِيَّة  حيث تُنتج نحو 95 ٪ من الإنتاج من قبل مقاطعة ملطية.
عادة ما تُجفف حبات المشمش الصغيرة كاملة. أما الكبيرة فعلى نصفين بدون النواة. يغلب أن تجفف أصناف البحر الأبيض المتوسط أو التركية من المشمش كاملة ثم تُنزع منها النواة؛ في حين تُقطع أصناف كلفرنية إلى النصف وتنزع النواة قبل التجفيف.
المشمش المجفف مصدر مهم لصبغ الجَزَارين ( فيتامين أ ) والبوتاسيوم. نظرًا لارتفاع نسبة الألياف تستخدم في حالات الإمساك أو الإسهال. عادة لا يحتوي المشمش المجفف على أي سكر مضاف وله مؤشر منخفض لنسبة السكر في الدم. الحد الأقصى لمعدل الرطوبة المسموح به في تركيا هو 25٪.